# Обен (Бургундия)
Обе́н (фр. Aubaine) — коммуна во Франции, находится в регионе Бургундия. Департамент коммуны — Кот-д’Ор. Входит в состав кантона Блиньи-сюр-Уш. Округ коммуны — Бон.
Код INSEE коммуны — 21030.

## Население
Население коммуны на 2010 год составляло 95 человек.
| 1962 | 1968 | 1975 | 1982 | 1990 | 1999 | 2010 |
| ---- | ---- | ---- | ---- | ---- | ---- | ---- |
| 103  | 92   | 57   | 57   | 67   | 58   | 95   |

## Экономика
В 2010 году среди 61 человека трудоспособного возраста (15—64 лет) 42 были экономически активными, 19 — неактивными (показатель активности — 68,9 %, в 1999 году было 71,8 %). Из 42 активных жителей работали 37 человек (21 мужчина и 16 женщин), безработных было 5 (2 мужчин и 3 женщины). Среди 19 неактивных 5 человек были учениками или студентами, 10 — пенсионерами, 4 были неактивными по другим причинам.